# Disphragis lucoides
Disphragis lucoides är en fjärilsart som beskrevs av William Schaus 1911. Disphragis lucoides ingår i släktet Disphragis och familjen tandspinnare. Inga underarter finns listade i Catalogue of Life.